# Мариньян (кантон)
Маринья́н (фр. Marignane) — кантон во Франции, находится в регионе Прованс — Альпы — Лазурный Берег, департамент Буш-дю-Рон. Входит в состав округа Истр.
Код INSEE кантона — 1336.
Кантон Мариньян образован 16 августа 1973 года.
Всего в кантон Мариньян до 2015 года, когда, после выборов в марте 2015 года, вступило в силу новое территориальное деление в Буш-дю-Рон, утверждённое законодательно 27 февраля 2014 года, входило 2 коммуны (Мариньян и Сен-Викторе), после — 7 (6 из прежнего кантона Шатонёф-Кот-Блё), из них главной коммуной является Мариньян. Коммуна Сен-Викторе с 2015 года в кантоне Витроль.
Население кантона на 1 января 2015 год составляло 80 470 человек.

## Коммуны кантона
| Коммуна           | Население, чел. (2013) | Почтовый индекс | Код INSEE |
| ----------------- | ---------------------- | --------------- | --------- |
| Ансюэс-ла-Редон   | 5 365                  | 13820           | 13033     |
| Жиньяк-ла-Нерт    | 9 099                  | 13180           | 13043     |
| Карри-ле-Руэ      | 6 053                  | 13620           | 13021     |
| Ле-Ров            | 4 557                  | 13740           | 13088     |
| Мариньян          | 33 986                 | 13700           | 13054     |
| Соссе-ле-Пен      | 7 655                  | 13960           | 13104     |
| Шатонёф-ле-Мартиг | 13 792                 | 13220           | 13026     |